# Geschiebekunde
Die Geschiebekunde ist die Lehre von den glazialen Geschieben. Sie wird in Deutschland und dem benachbarten Ausland mindestens seit 1917 wissenschaftlich betrieben. Ihre wichtigste Organisation ist die Gesellschaft für Geschiebekunde.
Ein Ergebnis der Geschiebekunde ist die Klärung der Herkunft in Zentraleuropa anzutreffender Gesteine, die vom nordeuropäischen Inlandeis der quartären Vergletscherungen nach  Süden transportiert wurden.  Viele Gesteinstypen haben deshalb Namen, die mit Muttergesteinen in Norwegen, Schweden, Finnland oder dem Ostbaltikum in Verbindung gebracht werden. Erkennungsmerkmale sind unter den Steinen befindliche Fossilien oder die Kristallstruktur der Steine selbst.